# Rio Itaueira
O rio Itaueira é um rio do estado do Piauí, na região Nordeste do Brasil, um afluente do rio Parnaíba.
O rio, que é intermitente, nasce no Parque Nacional da Serra das Confusões, que possui uma área de 823.436 hectares e foi criado em 1998, onde se protege uma área do bioma Caatinga.